# Elzbach

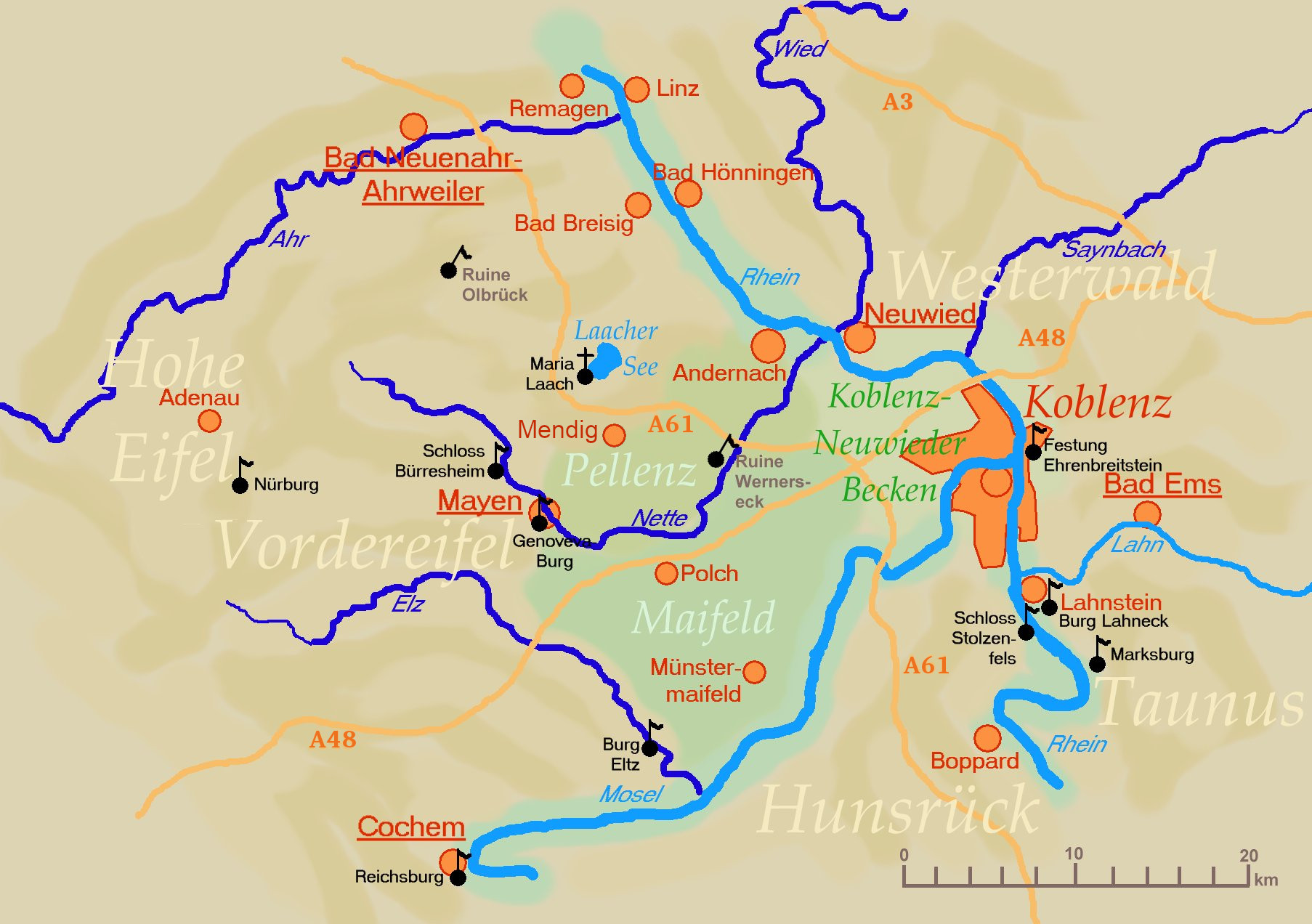
Gebied van de Elz in de regio

De Elzbach is een bijna 59 kilometer lang riviertje in Rijnland-Palts in Duitsland. Het is een van de zijrivieren van de Moezel. De rivier ontspringt op de Hochkelberg in de Hoge Eifel bij Bereborn. De Elzbach stroomt tot Monreal voornamelijk oostwaarts. Na Monreal neemt de loop van het riviertje een zuidoostelijke richting.
Bij Kaifenheim overspant een 97 meter hoge brug van de autosnelweg A48 het Elzdal. In de benedenloop stroomt het riviertje langs Burcht Pyrmont en maakt het water een val van 6 meter hoog, de Pyrmonter Waterval. Het riviertje kronkelt vervolgens om Burg Eltz heen en mondt uiteindelijk in de Moezel bij Moselkern uit.
Mogelijk heeft de naam Elz een Keltische oorsprong. Ook komt de loofboomsoort els veelvuldig in het dal van de rivier voor.

## Wegen en wandelpaden
Langs de bovenloop van de rivier naar Monreal loopt een weg. De benedenloop van de rivier stroomt door een diep dal en kan slechts te voet of gedeeltelijk met de fiets worden gevolgd. Vanaf Monreal tot de Moezel wordt een wandelroute goed bewegwijzerd. Dit wandelpad maakt deel uit van het pelgrimspad naar Santiago de Compostella. De totale afstand is 33 kilometer lang. Wandelaars kunnen kiezen voor een kortere route naar de Moezel door op andere plekken te starten.

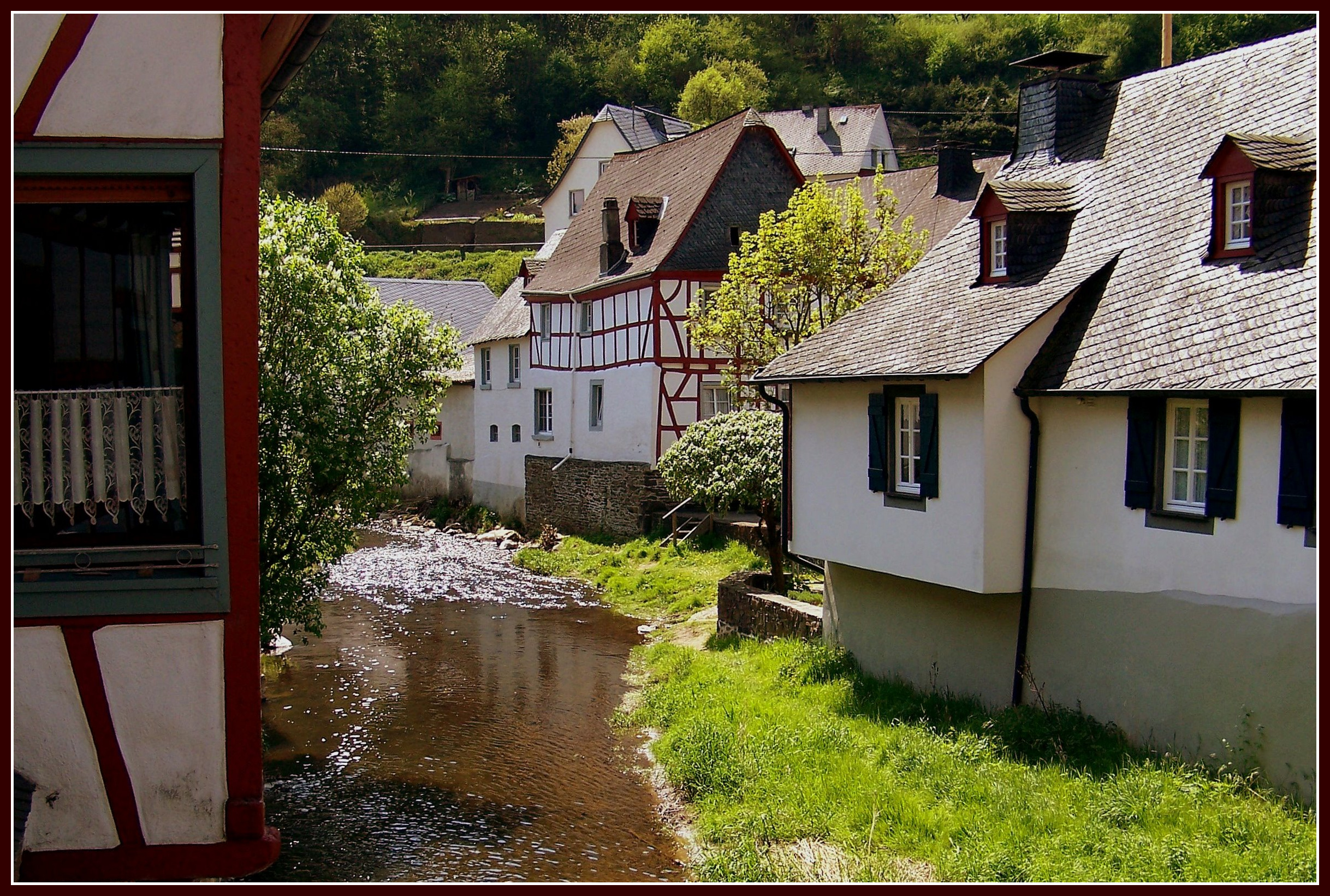
De Elzbach bij Monreal